# Miconia aequatorialis
Miconia aequatorialis es una especie de planta con flor en la familia de las Melastomataceae. Es endémica de  Ecuador.

## Distribución y hábitat
Es un árbol endémico de Ecuador, donde se conoce a partir de cuatro colecciones en las laderas orientales de los Andes. Dos de ellos son de la carretera Cuenca- General Leonidas Plaza Gutiérrez (Limón) y los otros dos se registraron cerca del Volcán Sumaco en el Parque nacional Sumaco Napo-Galeras. También se puede encontrar en el Parque nacional Sangay y en la Reserva Ecológica Cayambe-Coca. Clasificados como "rara" por la UICN en 1997 (Walter y Gillett 1998). Aparte de la destrucción del hábitat, no se conocen amenazas específicas.

## Taxonomía
Miconia aequatorialis fue descrita por Wurdack y publicado en Phytologia 38(4): 297. 1978.
Etimología
Miconia: nombre genérico que fue otorgado en honor del botánico catalán Francisco Micó.
aequatorialis: epíteto latíno que significa "ecuatorial"